# ファウル (サッカー)
サッカーにおけるファウル（Fouls）とは、選手による反則のうち、主審がサッカー競技規則第12条に反すると判断したもの。

## 概要

### ルール上の規定
サッカーのルールであるLaws of the Game（日本サッカー協会では「サッカー競技規則」）では、第12条「ファウルと不正行為」（Fouls and Misconduct）において規定がなされている。

### 前提条件
ある行為がファウルにあたるとして罰せられるには、以下の前提条件を満たす必要がある。
- 競技者によって犯されたものであること。
- フィールド内で起きたものであること。
- ボールがインプレー中であること。

## 直接フリーキックに相当するファウル
競技者が次の7項目の反則を相手競技者に対して不用意に、無謀にまたは過剰な力で犯したと主審が判断した場合、直接フリーキックが相手チームに与えられる。
- チャージする。
- 飛びかかる。
- ける、またはけろうとする。
- 押す。
- 打つ、または打とうとする（頭突きを含む）。
- タックルする、またはチャレンジする。
- つまずかせる、またはつまずかせようとする。

不用意とは、競技者が相手にチャレンジするときに注意もしくは配慮が欠けていると判断される、または慎重さを欠いて行動すること。懲戒の罰則は、必要ない。
無謀とは、競技者が相手競技者にとって危険になる、または結果的にそうなることを無視して行動することで、警告されなければならない。
過剰な力を用いるとは、競技者が必要以上の力を用いる、または相手競技者の安全を脅かすことで、退場が命じられなければならない。
次の5項目の反則を犯した場合も、直接フリーキックが相手チームに与えられる。
- ハンドの反則を行う（自分のペナルティーエリア内でゴールキーパーが手や腕でボールに触れた場合を除く）。
  - 手や腕にボールが当たった場合の全てがハンドの反則となるわけではなく、意図的にボールに触る場合や、手や腕をプレーする中で通常とるとは認められない位置に動かしそこでボールに触れた場合が反則となる。また、手や腕から直接相手チームのゴールに入った場合や手や腕に当たった直後に自らが得点した場合は偶然当たったとしてもハンドの反則となる。自分の手や腕に偶然当たった後、味方競技者が得点した場合はハンドの反則とはならない。
- 相手競技者を押さえる。
- 身体的接触によって相手競技者を妨げる。
- チームリストに記載されている者もしくは審判員をかむ、またはこれらに向かってつばを吐く。
- ボール、相手競技者もしくは審判員に対して物を投げる、または持った物でボールに触れる。

直接フリーキックは反則の起きた場所から行う。
ただし、上記の12項目の反則が自陣ペナルティーエリア内で行われた場合は、相手チームに対してペナルティーキックが与えられる。

## 間接フリーキックに相当するファウル
ファウルを受けた相手チームに間接フリーキックを与える場合として以下の6つの行為が規定されている。
- 危険な方法でプレーする。
- 身体的接触を伴わずに、相手競技者の進行を妨げる。
- 異議を示す、攻撃的、侮辱的、もしくは下品な発言や行動をとる、または言葉による反則を行う。
- ゴールキーパーがボールを手から放すのを妨げる、または、ゴールキーパーがボールを放す過程でボールをける、またはけろうとする。
- （フリーキックやゴールキックのときも含め）ゴールキーパーが手でボールに触れる触れないにかかわらず、競技規則の裏をかいて、頭、胸、膝などを用いボールがゴールキーパーにパスできるよう、意図的なトリックを企てる。ゴールキーパーが意図的なトリックを企てていたならばゴールキーパーが罰せられる。
- 競技者を警告する、または退場させるためにプレーを停止することになる競技規則に規定されていない反則を行う。

ゴールキーパーが自分のペナルティーエリア内で、次の反則のいずれかを犯した場合、間接フリーキックが与えられる。
- ボールを放すまでに、手や腕で6秒を超えてコントロールする。
- ボールを手放した後、他の競技者がボールに触れる前に、手や腕でボールに触れる。
- 次のような状況で、ボールを手や腕で触れる。ただし、ゴールキーパーがボールをプレーに戻すため、明らかにボールをける、またはけろうとした場合を除く（バックパス・ルール）。
  - ボールが味方競技者によって意図的にゴールキーパーにキックされる。
  - 味方競技者によってスローインされたボールを直接受ける。

間接フリーキックは反則の起きた場所から行う。

## アドバンテージ
ファウルがあった場合でも、プレーを中断するよりは続けさせた方がファウルを受けたチームに資する（=アドバンテージ）と主審が判断した場合、プレーの続行（=プレーオン）が指示される場合がある。アドバンテージを取ったファウルが警告に相当する場合は、プレーが切れた段階でカードを提示する。